# Ángel Curotto
Ángel Tomás Curotto Calcagno (21 de diciembre de 1902 -3 de diciembre de 1989) fue un autor, director, periodista y gestor cultural uruguayo, cocreador de la Comedia Nacional de Uruguay junto a Justino Zavala Muniz en 1947.

## Biografía
Nació en el barrio montevideano de La Aguada. Sus padres fueron Juan Curotto y Ana Calcagno.
Fue cronista teatral del diario La Razón, El Plata, La Mañana, El País, Marcha y El Día.
En 1937 formó la Compañía Nacional de Comedias junto a José P. Blixen y en 1947 consiguen el apoyo de Justino Zavala Muniz para crear la Comedia Nacional de la que fue Director hasta 1957.
Escribió y montó muchas obras en conjunto con el escritor uruguayo Carlos César Lenzi.
Gracias a sus gestiones, en 1949 la actriz y directora catalana Margarita Xirgú se hizo cargo de la Escuela Municipal de Arte Dramático de Montevideo.

## Obras
- El hombre que marcha : pieza en tres actos (1926)
- El gato con botas (1941)